# Казма-Казма
«Казма-Казма» — украинская рок-группа, существовавшая в Харькове с 1991 по 1994 годы. Позиционировалась как психоделический рок-оркестр.

## История
Музыкальный коллектив «Казма-Казма» был основан в 1991 году мультиинструменталистом Евгением Ходошем, бывшим участником харьковских фолк-панк групп «Товарищ» и «Чичка-Дричка», и черниговским флейтистом Дмитрием Куровским. Вскоре к тандему Ходош-Куровский присоединились бывший барабанщик «Товарища» Евгений Николаевский и друзья Куровского по музыкальной школе-интернату: Валерий Харьковский (валторна), Виталий Шевчук (труба), Евгений Барышников (фагот) и Александр Негодуйко (рояль). После расширения состава до септета группа стала позиционировать себя как рок-оркестр.
Музыка группы представляла собой сочетание традиций позднего Средневековья, наследия композиторов эпохи Возрождения и приёмов симфонического авангарда с фолк-панком и психоделическим роком. Из современных музыкантам коллективов некоторое влияние на творчество оказали группы «АукцЫон» и Mekong Delta. Отличительной чертой группы стало отсутствие бас-гитары.
В течение 1991 года «Казма-Казма» даёт ряд концертов по СССР, в том числе приняв участие в фестивале советских инди-групп «Индюшата», организованном Александром Кушниром. Осенью в концертном зале Харьковского института искусств (ныне Харьковский национальный университет искусств имени И. П. Котляревского) был записан первый альбом группы, получивший название «Пляски трубадуров». Альбом вошёл в составленный Кушниром список «100 магнитоальбомов советского рока».
Вскоре после выхода «Плясок трубадуров» группу покидает Дмитрий Куровский, который организует собственную группу «Фоа-Хока». «Казма-Казма» переживает творческий кризис, а состав группы становится нестабильным. Однако к 1993 году коллектив подготавливает материал для следующего альбома под названием «Катакомбы любви». Музыка приобретает медитативное пост-индустриальное и дарк-фолковое звучание. Некоторое время в составе группы играл Олег Михайлюта, в дальнейшем вокалист группы «Танок на майдані Конґо». Последняя программа коллектива под названием «Comedy Of Anthone» была создана в 1994 году.

## Дискография
- Пляски трубадуров (1991)
- Катакомбы любви (1993)
- Comedy Of Anthone (1994)